# Епархия Мокоа-Сибундоя

Герб епархии Мокоа-Сибундоя

Епархия Мокоа-Сибундоя (лат. Dioecesis Mocoënsis-Sibundoyensis ) — епархия Римско-Католической церкви с центром в городе Сибундой, Колумбия. Епархия Мокоа-Сибундоя входит в митрополию Попаяна. Кафедральным собором епархии Мокоа-Сибундоя является церковь святого Альфонса Лигуори. В городе Мокоа находится сокафедральный собор святого Михаила Архангела.

## История
20 декабря 1904 года Святой Престол учредил апостольскую префектуру Какеты, выделив её из епархии Пасто. 31 мая 1930 года Римский папа Пий XI выпустил бреве «Decessores Nostros», которой преобразовал апостольскую префектуру Какете в апостольский викариат. 8 февраля 1951 года Римский папа Пий XII выпустил буллу «Quo efficacius», которой переименовал апостольский викариат Какете в апостольский викариат Сибундоя.
29 октября 1999 года Римский папа Иоанн Павел II выпустил буллу «Catholica fides», которой переименовал апостольский викариат Сибундоя в епархию Мокоа-Сибундоя.

## Ординарии епархии
- епископ Fedele da Montclar O.F.M.Cap.[1] (1905—1930);
- епископ Miguel Monconill y Viladot O.F.M.Cap. (11.06.1930 — 26.02.1946);
- епископ Camilo Plácido Crous y Salichs O.F.M.Cap. (12.06.1947 — 16.01.1971);
- епископ Ramón Mantilla Duarte C.SS.R. (16.01.1971 — 26.04.1977) — назначен епископом Гарсона;
- епископ Rafael Arcadio Bernal Supelano C.SS.R. (27.02.1978 — 29.03.1990) — назначен епископом Арауки;
- епископ Fabio de Jesús Morales Grisales C.SS.R. (15.04.1991 — 18.10.2003);
- епископ Luis Alberto Parra Mora (18.10.2003 — 1.12.2014);
- епископ Luis Albeiro Maldonado Monsalve (с 15 октября 2015 года).

## Источник
- Annuario Pontificio, Libreria Editrice Vaticana, Città del Vaticano, 2003, ISBN 88-209-7422-3
- Бреве Decessores Nostros, AAS 23 (1931), стр. 42  (лат.)
- Булла Quo efficacius, AAS 43 (1951), стр. 356  (лат.)
- Булла Catholica fides  (лат.)